# ترحيل القلميقيون

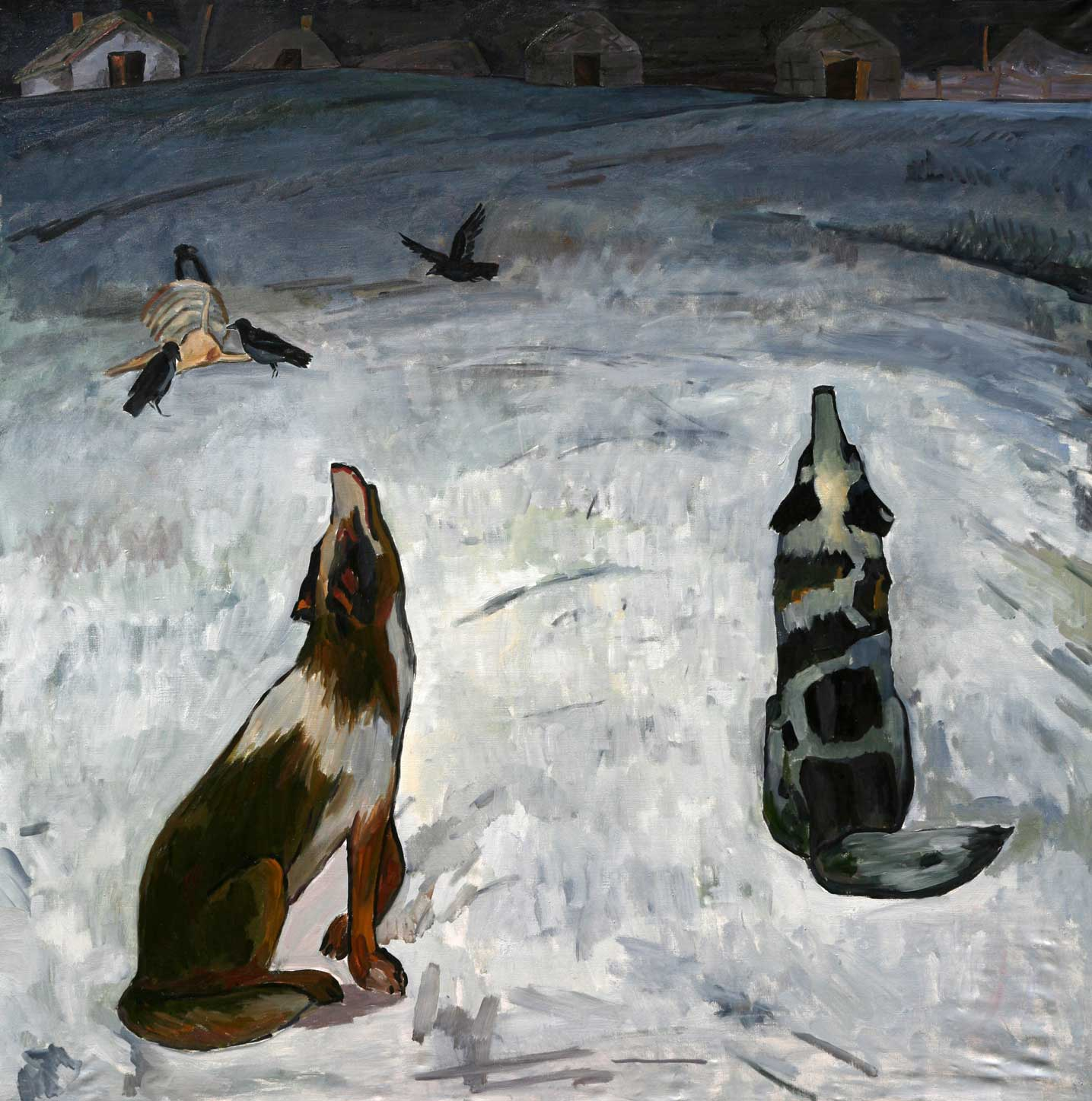
لوحة فنية بالمتحف الوطني بالموفا في كالميكي لترحيل كالميكس

يُقصد بترحيل القلميقيون عام 1943، الذي أُطلق عليه اسم عملية أولوسي (بالروسية: Операция «Улусы»)، الترحيل السوفيتي لأكثر من 93,000 شخص من شعب قلميقيا، والنساء المتزوجات من رجال قلميقيا، في الفترة بين 28 و31 ديسمبر 1943. نُقلت العائلات والأفراد قسرًا في عربات الماشية إلى مستوطنات خاصة للعمل القسري في سيبيريا. أُعفيت نساء قلميقيا المتزوجات برجال من خارج قلميقيا من عمليات الترحيل. كان اتهامهم بالتعاون مع دول المحور خلال الحرب العالمية الثانية، السبب الرسمي للحكومة لترحيلهم، وذلك بناءً على مشاركة ما يقرب من 5000 قلميقيوني في فيلق الفرسان القلميقيوني التطوعي التابع للنازية. رفضت الحكومة الاعتراف بأن أكثر من 23,000 قلميقيوني خدموا في الجيش الأحمر وقاتلوا ضد قوات دول المحور في نفس الوقت.
نفذ، لافرينتي بيريا، رئيس المفوضية الشعبية للشؤون الداخلية، ونائبه المفوض، إيفان سيروف، الترحيل القسري بناءً على أوامر مباشرة من رئيس الوزراء السوفيتي جوزيف ستالين. شارك ما يصل إلى 10,000 جندي من قوات مفوضية الشعب لأمن الدولة وقوات المفوضية الشعبية للشؤون الداخلية في الترحيل. كان الترحيل جزءًا من برنامج الاستيطان القسري السوفيتي، وعمليات نقل السكان، الذي أثر على عدة ملايين من الأقليات الإثنية السوفييتية في الفترة بين ثلاثينيات القرن العشرين وخمسينياته. استند الاستهداف المحدد للقلميقيين إلى عدد من الأسباب، من بينها الثقافة البوذية للجماعة والشعور المزعوم بمعاداة الشيوعية.
ساهم الترحيل في وفاة أكثر من 16,000 شخص، وهو ما يعني وفاة 17% من السكان المرحلين. أُعيد تأهيل القلميقيين في عام 1956، بعد أن أصبح نيكيتا خروتشوف رئيس الوزراء السوفيتي الجديد، إذ قام باجتثاث الستالينية. أُطلق سراح القلميقيين من المستوطنات الخاصة، في عام 1957، وسُمح لهم بالعودة إلى منطقتهم الأصلية، وأُضفي عليها الطابع الرسمي باسم جمهورية قلميقيا الاشتراكية السوفيتية ذاتية الحكم. عاد أكثر من 60% من القلميقيين المتبقين إلى ديارهم بحلول عام 1959. كان، رغم ذلك، للخسائر في الأرواح، والاضطرابات الاجتماعية والاقتصادية الناجمة عن عمليات الترحيل، أثر عميق على القلميقيين لا يزال يشعرون به إلى اليوم. أعلن المجلس الأعلى للاتحاد السوفيتي، في 14 نوفمبر 1989، أن جميع عمليات الترحيل التي قام بها ستالين «غير قانونية وجنائية». تعتبر التحليلات التاريخية المعاصرة عمليات الترحيل هذه مثالًا للاضطهاد وجريمة ضد الإنسانية.

## خلفية
هاجرت، في ثلاثينيات القرن السادس عشر، عدة قبائل أويراتية من غرب منغوليا ومناطق جونغاريا نحو الغرب، واستقرت على طول نهر الفولغا وأصبحت في نهاية المطاف مجموعة إثنية مختلفة تسمى قلميقيا. تحدث شعب قلميقيا اللهجة المنغولية ومارسوا البوذية التبتية.
أصبح شعب قلميقيا جزءًا من الإمبراطورية الروسية، وقاتل العديد منهم، خلال الحرب الأهلية الروسية اللاحقة، مع الجيش الروسي الأبيض المناهض للشيوعية. غادر العديد من شعب قلميقيا روسيا في عام 1920، مع سيطرة البلاشفة، وهاجرت نسبة كبيرة منهم إلى يوغوسلافيا وبلغاريا. قاوم من تبقى منهم في الاتحاد السوفيتي الوليد عملية التنظيم الجماعي للقطاع الزراعي والرعوي في عشرينات القرن العشرين، وشكلوا جماعات حرب عصابات استمرت في القتال حتى عام 1926.
برز جوزيف ستالين، في عشرينيات القرن العشرين، كأمين عام جديد للحزب الشيوعي السوفيتي. وصف بين كيرنان، أكاديمي ومؤرخ أمريكي، حقبة ستالين بأنها «أكثر الفترات دموية في التاريخ السوفيتي أو حتى في التاريخ الروسي». شنت الحكومة السوفيتية، في ثلاثينيات القرن العشرين، حملة معادية للدين ضد شعب قلميقيا البوذي. دُمرت، بحلول سنة 1940، جميع المعابد البوذية الـ175 المسجلة في الإمبراطورية الروسية عام 1917. أنشأت الحكومة السوفيتية، في عام 1935، جمهورية قلميقيا الاشتراكية السوفيتية ذاتية الحكم، وكانت إيليستا عاصمة لها. سُجل في الاتحاد السوفيتي، بحسب التعداد السوفيتي لعام 1939، نحو 131,271 قلميقيوني. يقدر مصدر بديل عددهم بنحو 134,400 خلال تلك الفترة.
رُحل نحو 172,000 من الكوريين السوفييت، في سبتمبر وأكتوبر 1927، ما جعلها أول حالة لسياسة قام بها ستالين لإعادة توطين جنسية كاملة.
غزت المانيا النازية، خلال الحرب العالمية الثانية، الاتحاد السوفيتي في يونيو 1941. استولت القوات النازية، في 26 أغسطس 1942، على إيليستا، وسرعان ما أنشأت بعد ذلك فيلق الفرسان القلميقيوني التطوعي، الذي تألف من نحو 5,000 مقاتل تحت قيادة ضابط المخابرات السابق رودولف أوتو دول. قاتل الفيلق ضد الجيش الأحمر وأنصار الاتحاد السوفيتي وحمى ثرورة قلميقيا الحيوانية من القوات السوفيتية. خدم في الوقت نفسه 23,540 قلميقيوني في الجيش الأحمر، ومُنح ثمانية أفراد منهم، في نهاية المطاف، وسام بطل الاتحاد السوفيتي. حارب القلميقيون، بناء على ذلك، على كلا الجانبين في الحرب العالمية الثانية. فر نحو ربع سكان قلميقيا عبر نهر الفولغا هربًا من الاحتلال الألماني. أدى القتال إلى تدمير العديد من المباني، وحدوث أعمال نهب واسعة النطاق، وقد بلغ مجموع الأضرار في المنطقة نحو 1,070,324 روبل. أخلى العديد من شعب قلميقيا أماكنهم بعد انسحاب القوات الألمانية. استعاد الجيش الأحمر إيليستا في 31 ديسمبر 1942. اتهم الاتحاد السوفيتي شعب قلميقيا، بمجرد عودتهم إلى السيطرة السوفيتية، بالخيانة والقتال إلى جانب قوات دول المحور.